# Servitude et grandeur militaires
Servitude et grandeur militaires est un recueil de nouvelles d'Alfred de Vigny écrit et publié en 1835, qui en comprend trois : Laurette ou le Cachet rouge, La Veillée de Vincennes, La Vie et la mort du Capitaine Renaud ou la Canne de jonc.

## Sources du recueil
Dans l'introduction de ce recueil, Alfred de Vigny rappelle « Pourquoi j'ai rassemblé ces souvenirs ». Il écrit : « J'appartiens à cette génération née avec le siècle, qui, nourrie de bulletins de l'Empereur, avait toujours devant les yeux une épée nue, et vint la prendre au moment même où la France la remettait dans le fourreau des Bourbons ».